# Syahrul Sazali
Syahrul Sazali  (* 3. Juni 1998 in Singapur), mit vollständigen Namen Muhammad Syahrul bin Sazali, ist ein singapurischer Fußballspieler.

## Karriere

### Verein
Syahrul Sazali erlernte das Fußballspielen in der National Football Academy in Singapur. Seinen ersten Vertrag unterschrieb er 2016 bei den Young Lions. Die Young Lions sind eine U-23-Mannschaft, die 2002 gegründet wurde. In der Elf spielen U23-Nationalspieler und auch Perspektivspieler. Ihnen soll die Möglichkeit gegeben werden, Spielpraxis in der ersten Liga, der Singapore Premier League, zu sammeln. Für die Young Lions stand er bis Ende 2019 66-mal auf dem Spielfeld. 2020 wechselte er zu den Tampines Rovers. Den Singapore Community Shield gewann er mit dem Klub 2020. Das Spiel gegen Hougang United gewann man mit 3:0.  Am 15. November 2020 trat er seinen Militärdienst an. Von März 2021 bis Ende seines Wehrdienstes am 31. Dezember 2022 wurde er an seinen ehemaligen Verein Young Lions ausgeliehen. Hier bestritt er 32 Erstligaspiele. Am 1. Januar 2023 kehrte er nach Ende des Wehrdienstes zu den Tampines Rovers zurück.

### Nationalmannschaft
Syahrul Sazali spielte von 2019 bis 2022 siebenmal für die singapurische U23-Nationalmannschaft.

## Erfolge
Tampines Rovers
- Singapore Community Shield: 2020